# Centre Culturel Franco-Nigérien de Zinder
Der Centre Culturel Franco-Nigérien de Zinder (CCFN) ist ein französisch-nigrisches Kulturzentrum in der Stadt Zinder in Niger.

## Areal und Angebote
Der Centre Culturel Franco-Nigérien de Zinder befindet sich im Stadtzentrum im Arrondissement Zinder I. Das Areal umfasst unter anderem ein Freilufttheater mit 300 Sitzplätzen, eine Mediathek mit rund 15.000 Dokumenten und ein Tonaufnahmestudio. Dem eigentlichen Kulturzentrum angeschlossen ist ein Ausbildungszentrum für die französische Sprache, an dem auch Kurse zum DELF-DALF-Programm angeboten werden. Im Gelände des Ausbildungszentrums gibt es außerdem ein kleines Künstlerdorf.

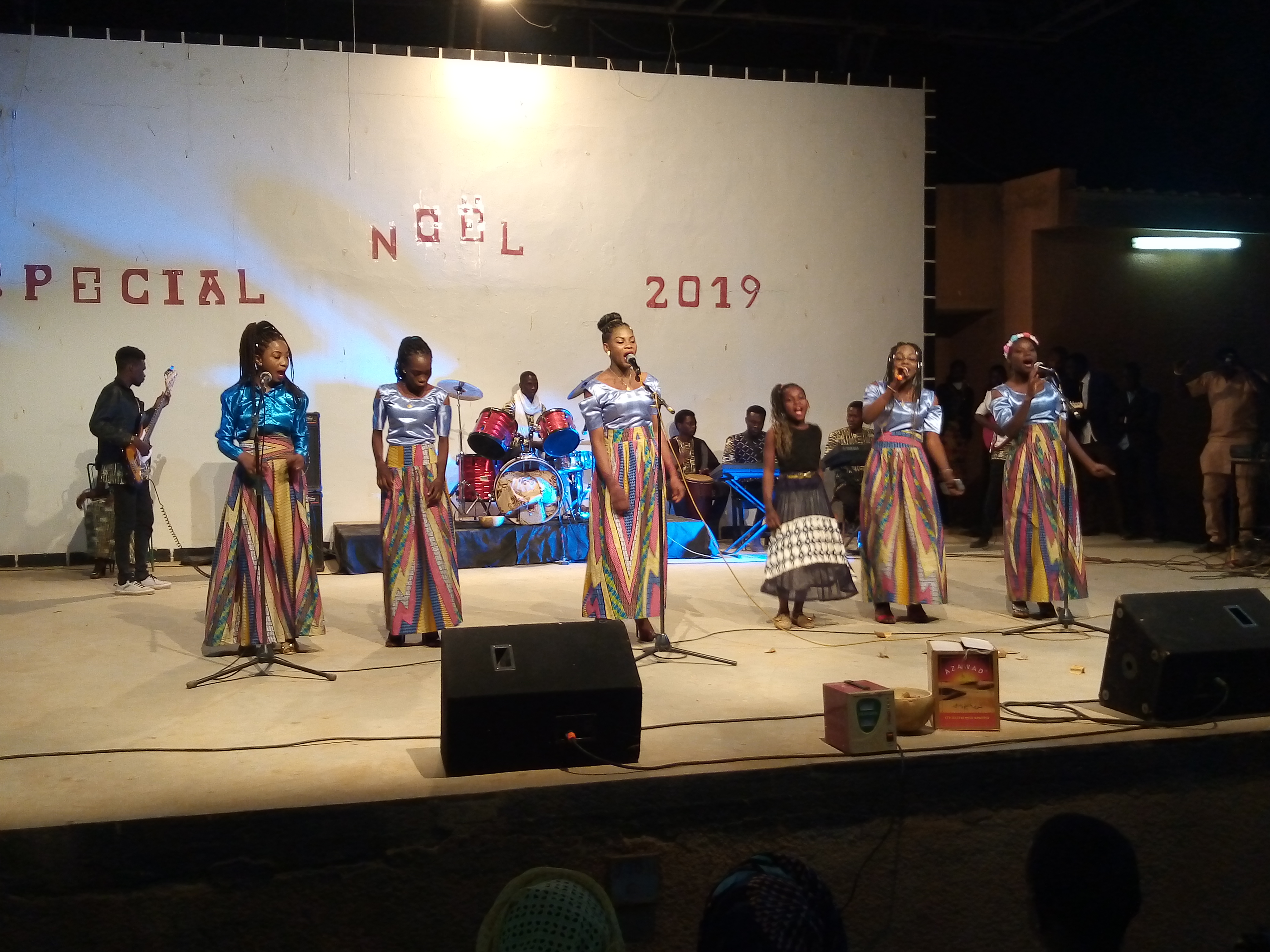
Gospel-Konzert zu Weihnachten 2019 im Centre Culturel Franco-Nigérien de Zinder

Der CCFN spielt eine wichtige Rolle im Kulturleben der Stadt. Hier finden Veranstaltungen aus Bereichen wie Theater, Musik, Tanz, Kino, bildende Kunst und Mode statt. Im Jahr 2018 wurden über 100.000 Besucher verzeichnet. Die viel besuchte öffentliche Mediathek zählt zu den bedeutendsten in ganz Niger. Mit Auftrittsmöglichkeiten und dem Tonaufnahmestudio werden insbesondere junge nigrische Rap-Musiker unterstützt.

## Verwaltung
Der Centre Culturel Franco-Nigérien de Zinder ist ein Nebenstandort des in der Hauptstadt Niamey angesiedelten Centre Culturel Franco-Nigérien Jean Rouch. Gemeinsam unterstehen beide Kulturzentren dem Kulturministerium Nigers und dem Außenministerium Frankreichs. Sie werden von beiden Staaten finanziert und verwalten ihr Budget autonom. Im Jahr 2019 beschäftigte der Centre Culturel Franco-Nigérien de Zinder zehn Angestellte.

## Geschichte
Der Centre Culturel Franco-Nigérien de Zinder geht auf eine Bibliothek der Botschaft Frankreichs in Niger zurück und wurde 1993 verwaltungsmäßig dem Centre Culturel Franco-Nigérien Jean Rouch in Niamey angeschlossen.
Bei gewalttätigen Ausschreitungen als Reaktion auf die Veröffentlichung einer Mohammed-Karikatur in der französischen Satirezeitschrift Charlie Hebdo wurden am 16. Januar 2015 die Gebäude der Mediathek mit 20.000 Dokumenten durch Brandstiftung zerstört. Einschließlich der Beschädigung zweier Fahrzeuge belief sich der Sachschaden auf mehr als 500 Millionen CFA-Francs. Die neu errichtete und bestückte Mediathek wurde am 27. November 2017 in Anwesenheit des nigrischen Staatspräsidenten Mahamadou Issoufou und des französischen Botschafters Marcel Escure eröffnet.